# Madonna col Bambino tra i santi Quirino e Francesco
La Madonna col Bambino tra i santi Quirino e Francesco è un affresco staccato (94,5x111,5 cm) di Correggio, databile al 1505 circa e conservato nella Galleria Estense di Modena.

## Storia
Al momento della trafugazione dell'affresco dalla chiesa di Santa Maria della Misericordia in Correggio, ordinato dal duca Ercole III nel 1787 quale "recupero" di un'opera dell'Allegri per la Galleria di Modena e dopo la tragica "vendita di Dresda" effettuata dal padre Francesco III d'Este nel 1746, si notò che esso era applicato su un pezzo di muro ("legato con ferro") e che doveva essere stato portato quivi da altro edificio; dunque probabilmente dalla nuova collegiata di San Quirino, data la presenza di questo santo.
L'autografia del Correggio giovane, che a suo favore mostra alcuni dati stilistici e la vicinanza con gli affreschi della Cappella funebre del Mantegna in Sant'Andrea a Mantova, ma che a suo sfavore registra quantomeno il doloroso stato di conservazione, è stata peraltro posta in dubbio da alcuni studiosi.
Una meditata scheda di Luigi Ficacci (1984) indica però "l'innegabile rapporto che lega l'affresco estense a quelli della chiesa mantovana" e sottolinea una "identica temperie che assimila alla tradizione mantegnesca una dolcezza abbreviante".

## Descrizione e stile
L'opera è il lacerto centrale di una composizione più estesa raffigurante la Madonna ammantata, seduta sopra alcune rocce in un viridario (giardino fruttato) e reggente sulle ginocchia Gesù Bambino pressoché nudo, al quale un angelo da sinistra porge un cesto di ciliegie. Gesù assaggia le ciliegie, tipico frutto che fa presagire la sua futura Passione.  Ai piedi dell'angelo giocano due conigli dalle lunghe orecchie, simbolo di fecondità. Maria è ruotata verso sinistra e alle sue spalle si avvicinano due santi, da sempre identificati come san Francesco e san Quirino: quest'ultimo regge con la sua mano destra una tavoletta portante il modellino della città di Correggio e con la sinistra la sua mitria vescovile.
San Francesco si rivolge a lui portandosi una mano sul petto e parlando ad evidenza. I due santi compiono insieme così il gesto tradizionale della "dedicatio Urbis", offrendo alla protezione di Gesù e Maria il centro incastellato e signorile di Correggio, dove - dopo aver realizzato il mirabile complesso di San Francesco con chiesa e chiostro - stava erigendo la nuova collegiata di San Quirino. Il campanile di San Francesco e la torre militare, ormai divenuta campanaria della chiesa del nuovo patrono, spiccano infatti al di sopra delle mura.
Dietro i cinque sacri personaggi si stende la spalliera verzicante di un aranceto ricco di frutti, sul quale ha scritto una bella pagina Adolfo Venturi (1915). In basso a destra compare ancora un cartiglio con iniziali e data, solitamente letto come "ABDNDF /  MCCCCCXI" la cui interpretazione, dice Angelo Mazza nel suo saggio (2000), "è sempre risultata un rompicapo". Il dipinto sembrerebbe connesso alla peste dell'anno 1511.
Sul piano iconologico la composizione appare di profondo significato e di grande aria poetica: l'Incarnazione di Gesù si riversa nella scena di un giardino paradisiaco (il nuovo eden), ricco di frutti ubertosi (la Grazia della Redenzione), abitato dagli spiriti celesti ma anche dalla nuova Creazione (il gioco dei conigli, le rocce amabili che accolgono i personaggi, il cielo sereno) dove il ruolo di Maria, madre di Dio e mediatrice universale, sta al centro del disegno divino.